# Cydrela otavensis
Cydrela otavensis là một loài nhện trong họ Zodariidae.
Loài này thuộc chi Cydrela. Cydrela otavensis được George Newbold Lawrence miêu tả năm 1928.